# Rupni Do
Rupni Do je naseljeno mjesto u općini Ravno, Federacija Bosne i Hercegovine, BiH.

## Zemljopis
Nalazi se četiri kilometra entitetske granice s Republikom Srpskom i jedan kilometar od državne granice s Republikom Hrvatskom, sjeveroistočno od planine Malaštice.

## Povijest
Godine 1629. posjetio je Donju Hercegovinu biskup fra Dominik Andrijašević. Tada je bila sva Donja Hercegovina katolička, gusto načičkana župama i crkvama. Prigodom posjeta Donjoj Hercegovini, zabilježio je župe u Popovu polju i među njima župu Rupni Do u kojoj su 5 sela, 2 crkve i 40 katoličkih obitelji.

## Stanovništvo

### 1991.
Nacionalni sastav stanovništva 1991. godine, bio je sljedeći:
ukupno: 20
- Srbi - 19
- Hrvati - 1

### 2013.
Nacionalni sastav stanovništva 2013. godine, bio je sljedeći:
ukupno: 2
- Srbi - 2

## Znamenitosti
Na Glavici sv. Roka u Rupnom Dolu postoje temelji crkve sv. Roka, koja je prema narodnoj predaji premještena i nalazi se na današnjoj lokaciji u Trebimlji.